# گمینا رپکی
گمینا رپکی (به لهستانی:  Gmina Repki) یک گمینا در لهستان است که در شهرستان سوکوووف واقع شده‌است. گمینا رپکی ۱۶۸٫۷۹ کیلومتر مربع مساحت و ۵٬۵۷۶ نفر جمعیت دارد.